# 三教平心論
『三教平心論』（さんきょう へいしんろん）は、中国・宋代の儒・仏・道三教に関する論書である。撰者は劉謐。全2巻。成立年は不詳。

## 概要
宋代の三教調和論を代表する論著であり、仏日契嵩が撰した『輔教編』、張商英の手になる『護法論』と並び称される。
その主張するところは、
- 仏教 - もって心を治む（治心）。
- 道教 - もって身を治む（治身）。
- 儒教 - もって世を治む（治世）。

といい、三教の鼎立を認める立場に立っており、その三者の調和を主張する。
また、儒学者による仏教批判に対しては、強硬に反対する意見を述べている。とりわけ唐の韓愈の論に対しては、痛烈な反論を展開している。一例として、君臣父子の関係に関して見れば、仏教の見解を主張している。それは、仏の仏心には親疎の別がなく、しかも限りないので、仏が衆生を見るさまは、親が一子を見る如きものである。それは、韓愈の全く与り知らぬことであるので、論を展開することは不可である、と述べている。
このように、三教調和論とは言っても、本書の立場はその基盤を仏教に置き、儒教・道教を従属的位置に置くものである、ということができる。